# ناحیه سنت‌لورینتس
ناحیهٔ سِنت‌لورینتس (به مجاری: Szentlőrinci járás) یک ناحیه در مجارستان است که در بارانیا واقع شده‌است و ۲۸۲٫۴۳ کیلومتر مربع مساحت و ۱۴٬۹۹۸ نفر جمعیت دارد.